# Miguel de Esquivel

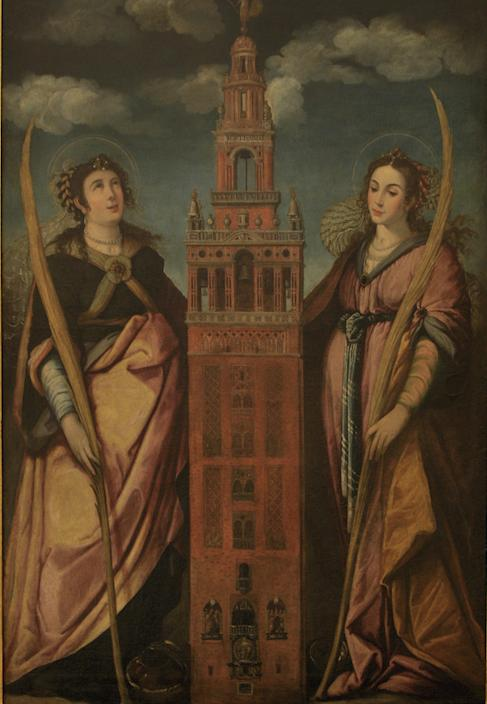
Santas Justa y Rufina, óleo sobre lienzo (246 x 180 cm.) Catedral de Sevilla, firmado Miguel Desquivel faciebat.

Miguel de Esquivel (c. 1595-1621) fue un pintor español activo en Sevilla, estilísticamente situado en la transición del manierismo al barroco, de cuya corta vida únicamente se ha conservado una obra, Santas Justa y Rufina de la Catedral de Sevilla.

## Biografía
Hijo del también pintor Diego de Esquivel, con quien presumiblemente se formaría, la primera noticia que de él se tiene es la de su ingreso en 1609 en la Hermandad del Tránsito de Sevilla. En 1616 casó con Laureana de Salcedo, hija del pintor Juan de Salcedo, con quien inmediatamente aparece asociado en labores de estofado no especificadas. De su labor como dorador y estofador se sabe que en 1618 concertó la policromía de parte del retablo de Cazalla de la Sierra, en compañía de Antón Pizarro y Lucas de Esquivel, y en 1621 tomó parte en la decoración del túmulo levantado en la catedral de Sevilla en las honras fúnebres a la muerte de Felipe III.
Como pintor al óleo o al temple, hay constancia documental de tres encargos de diversa naturaleza, fechados todos en 1620: las pinturas para un retablo en el coro bajo de la iglesia de San Pablo, para las que se obligaba a repetir en el cuerpo principal la Purificación de Pedro de Campaña para el retablo del Mariscal en la catedral de Sevilla, con dos retratos en el banco de las personas que se le indicasen; tres Vistas de Sevilla, desde la Torre del Oro hasta la Puerta de San Juan, encargo del escribano de la ciudad Jerónimo Méndez de Acosta; y la decoración de las nuevas dependencias de los jardines del Alcázar con «estofados de cojollos, jaspes y fábulas», aludiendo probablemente a labores de grutescos, que debía realizar en unión de su padre y el citado Lucas Esquivel.
Murió en Sevilla, el 11 de noviembre de 1621, siendo enterrado en la parroquia de la Magdalena.

## Obra
La única obra firmada que se conoce es el lienzo que representa a las Santas Justa y Rufina conservado en la Catedral de Sevilla. Aunque próximo a Francisco Pacheco en la severa monumentalidad de su composición y la dureza del dibujo, se advierte la influencia del naturalismo introducido en Sevilla por Juan de Roelas y un color en cierto modo veneciano debido también a este último. Del mayor interés es la representación de la torre de la Giralda, situada entre las santas, demostrativa de la capacidad del pintor para las vistas topográficas, donde dejó una detallada descripción de las pinturas que Luis de Vargas ejecutó en sus muros entre 1563 y 1568, completamente perdidas en la actualidad.